# Reguła Scheimpfluga
Reguła Scheimpfluga – reguła stosowana w fotografii, gdy fotografowana płaszczyzna znajduje się pod kątem do aparatu fotograficznego (i płaszczyzny naświetlanego właśnie filmu).
Zdjęcie będzie ostre na całej powierzchni, o ile na jednej prostej przetną się trzy płaszczyzny: fotografowana, filmu oraz główna płaszczyzna obiektywu, prostopadła do jego osi. Inaczej mówiąc: obiektyw musi być ustawiony nierównolegle do płaszczyzny kliszy, ale i nierównolegle do płaszczyzny fotografowanej. Ubocznym tego skutkiem jest ustawienie obiektywu niewspółosiowo z resztą aparatu. Taki sposób fotografowania możliwy jest przede wszystkim w aparatach wielkoformatowych z racji możliwości wykonywania pokłonów ścianki przedniej mieszka aparatu, jeżeli aparat jest w takowy wyposażony; w małoobrazkowych tylko przy zastosowaniu obiektywów typu „tilt” i aparatach mieszkowych z możliwością zmiany płaszczyzny przedniej ścianki.
Dodatkową korzyścią przy takiej korekcji jest prostowanie linii, czyli korekcja perspektywy, co jest przydatne także np. przy fotografowaniu architektury z bliska. Samo prostowanie linii można jednak uzyskać również prostszym sposobem, przesuwając jedynie obiektyw w płaszczyźnie równoległej do filmu (przy założeniu, że obiektyw jest zdolny do rysowania obrazu o przekątnej znacznie większej od rzeczywistego formatu zdjęcia – klatka obrazu nie będzie centralnie w kole obrazu, który daje obiektyw). Musi być jedynie zachowana odpowiednio duża głębia ostrości, co możliwe jest przy fotografowaniu dalszych planów. W fotografii studyjnej trzeba się jednak uciec do reguły Scheimpfluga, ponieważ bardzo bliskie plany charakteryzują się tym, że stosunek odległości od aparatu do najbliższego i najdalszego miejsca motywu na planie bliskim jest znacznie większy niż przy planach dalszych.
Korekcję typu Scheimpfluga można spotkać również w rzutnikach, projektorach itp.